# Éthylmercure
L'éthylmercure est un cation de formule chimique CH3CH2Hg+. Il est formé un groupe éthyle lié à un ion mercure(II), ce qui en fait une espèce organométallique. La principale source d'ion éthylmercure est le thiomersal.
L'éthylmercure est un substituant qu'on peut trouver lié à un chlorure, à un thiolate ou à d'autres groupes organiques. Le thiomersal est par exemple formé d'un résidu d'acide thiosalicylique lié à l'éthylmercure. Dans l'organisme, l'éthylmercure se rencontre souvent sous forme de dérivés avec un thiolate lié à l'atome de mercure. Dans ces composés, la géométrie moléculaire de Hg(II) est linéaire ou parfois trigonale. Compte tenu de l'électronégativité comparable du mercure et du carbone, la liaison C–Hg est covalente.
La toxicité de l'éthylmercure est bien documentée,. Comme le méthylmercure, il est diffusé dans tous les tissus de l'organisme à travers la barrière hémato-encéphalique et le placenta. L'évaluation de ses effets sur le système nerveux humain a été réalisée par extrapolation à partir des relations dose-réponse du méthylmercure. Cependant, l'éthylmercure est éliminé du cerveau et de l'organisme plus rapidement que le méthylmercure, ce qui peut rendre ces extrapolations excessivement prudentes.